# Berend Scholtens
Berend Scholtens (Borger, 16 oktober 1918 – Waalre, 12 juli 2001) was een Nederlands voetballer die zijn gehele carrière uitkwam voor PSV.

## Biografie
Scholtens werd geboren in Borger in de provincie Drenthe als negende in een gezin van tien kinderen. De familie Scholtens verhuisde in 1928 naar Eindhoven.
Hij begon met voetbal bij buurtclub DJV in Woensel en stapte later in de juniorentijd over naar PSV.
Op 19-jarige leeftijd maakte hij zijn debuut in het eerste elftal als aanvaller.
Hij scoorde vijf doelpunten in de thuiswedstrijd tegen Roermond op 17 november 1940 (10-0 zege). Dit is een clubrecord dat hij deelt met enkele andere PSV’ers.
Begonnen als spits verhuisde hij later naar het middenveld en hij eindigde zijn loopbaan als linkerverdediger. Hij was vele jaren aanvoerder en is een van de drie PSV'ers die 18 seizoenen in het eerste team hebben gespeeld. Dit clubrecord deelt hij met Willy van der Kuijlen en Miel d'Hooghe.
Van 1937 tot 1955 speelde Scholtens 387 competitiewedstrijden. Daarmee staat hij op de vierde plaats in de eeuwige clubranglijst achter Willy van der Kuijlen, Willy van de Kerkhof en Jan Heintze. Hij scoorde 44 doelpunten.
Voetballers waar hij lang mee samenspeelde zijn Coen Dillen en Sjef van Run.
Kort na de invoering van het betaald voetbal in Nederland stopte hij. De uitwedstrijd tegen Enschedese Boys op 30 januari 1955 (0-2 zege) was zijn allerlaatste wedstrijd. Hij kampte al langere tijd met een enkelblessure waardoor hij vaker een wedstrijd moest missen.
Een halfjaar na zijn afscheid als speler ging hij als trainer in het amateurvoetbal aan de slag. Woenselse Boys, zijn eerste club, leidde hij twee keer op rij naar het kampioenschap.
Scholtens is lid van verdienste en een businessroom in het Philips Stadion is naar hem genoemd. Hij werkte bij Philips waar hij ten tijde van zijn afscheid als voetballer garagechef was.
Zijn bijnaam was de 'Beer'. Dit omdat hij na het breken van zijn sleutelbeen gewoon doorspeelde. Op advies van clubarts Ritmeester (de vader van Frits Spits) moest de 'Beer' enkele weken rust houden. Een week later stond Scholtens weer op het veld. Als captain wilde hij zijn team niet in de steek laten.
Hij had een jongere broer, Jan Scholtens, die ook voor PSV speelde. Zijn bijnaam was op zijn Drents 'Jampie'.

## Erelijst
- Nederlands landskampioen: 1951
- Districts/Afdelingskampioen: 1937, 1938, 1941, 1948, 1951, 1954, 1955
- KNVB beker: 1950